# Stazione di Shin-Ōkubo
La stazione di Shin-Okubo (新大久保駅?, Shin-Ōkubo-eki) è una stazione ferroviaria di Tokyo. Si trova sulla linea Yamanote ed è localizzata a Shinjuku, Tokyo, Giappone.
A meno di un chilometro dalla stazione di Shinjuku, la stazione di Shin-Ōkubo si trova a circa 5 minuti a piedi dal famoso quartiere Kabukichō di Shinjuku. Inoltre si trova a soltanto 3 minuti a piedi dalla stazione di Ōkubo della linea Chūō-Sōbu.

## Linee

### Treni
JR East
■ Linea Yamanote

## Struttura
La stazione è servita dalla linea Yamanote con 2 binari totali. A partire dal 2013 i marciapiedi della linea Yamanote saranno protetti da porte di banchina a metà altezza.
| 1 | ■ Linea Yamanote | per Ikebukuro, Tabata e Ueno      |
| 2 | ■ Linea Yamanote | per Shinjuku, Shibuya e Shinagawa |

## Stazioni adiacenti
| «              | Servizio       | »              |
| Linea Yamanote | Linea Yamanote | Linea Yamanote |
| -------------- | -------------- | -------------- |
| Shinjuku       | Locale         | Takadanobaba   |

## Nei dintorni
Vicino alla stazione, si trova la Ōkubo-dori, ricca di negozi di gestione coreana che vendono dal cibo tradizionale a gadget classici della cultura pop coreana. Inoltre vi si trovano bar a tema coreani, club a luci rosse e ristoranti.